# جهاز بولي
الجهاز البولي (بالإنجليزية: Urinary System)‏ هو مجموعة الأعضاء التي تقوم بصناعة وتخزين وإخراج البول. يتكون هذا الجهاز من الكليتين والحالبين والمثانة والإحليل.
أو هي الأعضاء (التراكيب التشريحية) التي:
1- تستوعب البول، أو
2- تنقله، بالأحرى تفصله من الجسم، أو
3- تساعد في إحدى هاتين العمليّتين السابقتين.
وهي:
- الكلية: زوجيّ الحضور -يمين ويسار- (باللاتينية: pelvis renalis)
- الحالب: زوجيّ الحضور -يمين ويسار- (باللاتينية: ureter)
- المثانة: أحاديّة الحضور (باللاتينية: vesica urinaria)
- الإحليل: (باللاتينية: urethra).

المسالك البوليّة هي أعضاء عضلية جوفاء. تملك عضلات لا-إرادية كما يمكن التحكّم بها إراديًّا.
وهي مبطنة من الداخل بغشاء خاصّ يسمى الظهارة البولية (باللاتينية: urothelium) يمكنه التوسّع والانقباض، ويعود ذلك لإمكانيّة الخلايا الظهارية هذه أن تترتب فوق بعضها على شكل حراشف الأسماك.
يمكن أن تصاب هذه الأعضاء بأمراض مثل:
- الالتهابات (الحوض الكلوي، والمثانة بشكل خاصّ)
- الحصى (في الحوض الكلويّ أو الحالب أو المثانة)
- السلس
- أمراض انعكاس الإقصاء Reflux
- ورم كلوي
- الرضوض.

نتيجة العمليات الحيوية بالجسم (الهدم والبناء) ينتج الجسم كميات كبيرة من الفضلات يتم التخلص منها عن طريق الجهاز الإخراجي (البولي) والكليتان تلعبان دوراً هاماً في هذه العملية وتعتبر الكليتان من أكثر الأعضاء أهمية حيث أنها تخلص الجسم من عدة فضلات ذائبة.
يتكون هذا الجهاز من الأعضاء الآتية:
1. الكليتان.
2. الحالبان.
3. المثانة.
4. قناة مجرى البول.

## الكليتان
هما عضوان في القسم البطني، على الجدار الخلفي للبطن، وإلى جانبي العمود الفقري خارج البريتوني، وكل منهما على شكل حبة الفاصولياء، والكلية اليمنى أخفض من الكلية اليسرى بقليل ولكل كلية وجهان:- أمامي وخلفي وحافتان أنسية ووحشية وطرفان علوي وسفلي، وكل كلية مغلفة بحافظة شحمية ليفية.
الوجه الأمامي:- مُحدّب وفي الكلية اليمنى، يجاور الكبد والإثنى عشر والقولون، وفي الكلية اليسرى يجاور الطحال والمعدة والبنكرياس والصائم والقولون وجزء من الوجه الأمامي في الكليتين مُغطّى بالبريتون.
الوجه الخلفي: خالٍ من البريتون ويجاور الحجاب الحاجز والجدار الخلفي للبطن والكلية اليمنى تجاور الضلع الثاني عشر والكلية اليسرى تجاور الضلعين الحادي عشر والثاني عشر (والطرف العلوي) يميل قليلاً إلى الخط الأوسط ومغطى بالغدة فوق الكلية.
(الطرف السفلي) على ارتفاع 5 سم من الحدبة الحرقفية.
الحافة الأنسية:- مقعرة وفي وسطها شرم عمودي يسمى «فرجة الكلية» لمرور الأوعية والأعصاب وحوض الكلية.
الحافة الوحشية:- محدبة وملساء.
حوض الكلية: هو تجويف داخل الكلية معد لجمع البول ويتشعب من التجويف تجاويف صغيرة أسطوانية تسمى «الكؤوس» وفي قاع كل كأس «حلمة بولية» تفتح في قمتها قنوات تجمع البول والحوض مسطح من الأمام إلى الخلف وشكله ثلاثي وقاعدته تتجه إلى الكلية وقمته هي بداية الحالب.

## الحالبان
كل منهما قناة اسطوانية الشكل ممتدة من حوض الكلية إلى المثانة ومتوسط طول الحالب 25 سم وينقسم حسب موضعه إلى قسمين:
أ- القسم البطني: موضوع في الجدار الخلفي للبطن خارج البريتوني، والقسم البطني الأيمن يجاور من أمام الإثنى عشر والمساريقا واللفائف من الأنس، الوريد الأجوف السفلي والقسم البطني الأيسر يجاور البنكرياس والمساريقا والقولون المستعرض والقولون الحرقفي ومن الأنس يجاور الأورطي.
ب- القسم الحوضي: موضوع في الحوض يتجه أولاً إلى أسفل على جدار الحوض خلف البريتون ماراً أمام الأوعية الحرقفية الأصلية إلى محازة الحز العظيم الوركي ثم ينحني إلى الأنسية حتى يصل إلى قاعدة المثانة وهو في الرجل قبل دخوله قاعدة المثانة موضوع أمام الحويصلة المنوية وتحت القناة الناقلة.
أما موضعه في المرأة فهو على جانب عنق الرحم فوق الطرف العلوي للمهبل وخلف الشريان الرحمي ويدخل الحالب المثانة في زاوية قاعدتها ويسير في جدار المثانة سيراً منحرفاً مسافة 2 سم تقريباً قبل أن يصب في تجويف المثانة.

## المثانة
هي مستودع مُعدّ لتجميع البول وهي موضوعة في الحوض ويختلف شكلها وحجمها حسب حالة الامتلاء والفراغ ولها قاعدة وقمّة ووجهان علوي وسفلي «القاعدة» مثلثة الشكل تتجه إلى الخلف وتجاور في الرجل من خلف الحويصلات المنوية والمستقيم. وفي المرأة: الرحم والقمة تتجه إلى الأمام وأعلى خلف الارتفاق العاني ويمتد بينها وبين السرة رباط ليفي.
«الوجه العلوي»: مثلث الشكل مُغطّى بالبريتون ويجاور الأمعاء.
«الوجه السفلي»: يخلو من البريتون ويجاور على كل من الجانبين العضلة الرافعة الشرجية والعضلة السادة الباطنية ويفتح في وسط خلف هذا الوجه قناة مجرى البول محاطة بالبروستاتا وفي حالة الامتلاء ترتفع المثانة إلى البطن حتى يجاور وجهها السفلي الجدار الأمامي للبطن فوق الارتفاق العاني مباشرة ولا يوجد بريتون بينها ولذلك أهمية علمية في حالة عسر البول فيضع الطبيب إبرة مجوفة في المثانة فوق الارتفاق العاني مباشرة دون أن يمس البريتون ويسحب البول بهذه الطريقة.

## قناة مجرى البول

### في الرجل
هي قناة لمرور البول والمني إلى الخارج وتمتد من المثانة إلى الصمام البولي في نهاية القضيب وتنقسم إلى ثلاثة أقسام وهي:
1. القسم البروستاتي: وهو أوسع الأقسام ويتجه عمودياً تقريباً في وسط البروستاتا وتفتح فيه القناتان القاذفتان للمني وقنوات البروستاتا.
2. القسم الغشائي: وهو أقصر الأقسام يتجه إلى أسفل وموضوع بين صفيحتي الحجاب البولي التناسلي وتلتف حول هذا القسم عضلة عاصرة.
3. القسم الإسفنجي: هو أطول الأقسام وموضوع في الجزء الإسفنجي للقضيب.

### في المرأة
هي قناة قصيرة تمتد من فتحة المثانة إلى الجدار الأمامي للمهبل وفتحتها الأمامية بارزة وموضوعة في قاع دهليز المهبل.

## وظيفة الجهاز البولي
تنحصر في إفراز البول ودفعه إلى الخارج فالكليتان تقومان بعملية الإفراز والحالبان يحملان البول إلى المثانة وهذه تدفعه إلى الخارج بواسطة قناة مجرى البول.

### البول
سائل أصفر اللون شفاف ذو رائحة مقبولة حامضي إذا ترك في وعاء بضع ساعات يرسب منه في قاع الوعاء مادة صلبة ومتوسطة الكبر التي يفرزها الرجل في 24 ساعة هي 1.5 لتر ويحتوى البول على مواد عضوية أشهرها كلورات الصوديوم وحامض الفوسفوريك وحامض الكبريتيك ومركبات النوشادر ويتأثر البول من حيث كميته ومواده خصوصاً في حالة المرض فيظهر منه الزلال في أمراض كثيرة كالحميات وأمراض القلب والكليتين والسكر في مرض البنكرياس المشهور بالبول السكري والبول ميزان حساس لحالة الجسم ولهذا السبب يفحص الطبيب في كل مرض تقريباً.

## وظيفة الكليتين
تتكون كل مواد البول في أجزاء الجسم ما عدا الخيلوبوليك فإنه يتكون في الكلية نفسها بتجمع البول في الدم ووظيفة الكلية هي المحافظة على الرقم الهيدروجيني للجسم وفرز البول من الدم ولفهم ذلك يجب معرفة تركيب الكلية.

### تركيب الكلية
تركب كل كلية من جزئين:
1. جزء دائري: يتكون من مجموعة قنوات عديدة نهاية كل منها على شكل فنجان وفي داخل هذا الفنجان أوعية شعرية ملتفة على بعضها وهذا الالتفاف يسمى «جين ملبيجي» أما باقي القناة فإنها مستقيمة في جزء ومتعرجة في الآخر وتنتهي هذه القنوات في قنوات أخرى أكبر حجماً.
2. جزء مركزي: يتكون من مجموعة قنوات كبيرة الحجم تصب فيها قنوات الجزء الدائري وتجتمع قنوات الجزء المركزي بشكل هرمي قمته تفتح في أحد من كؤوس الكلية ويختلف وظيفة القنوات الموجودة في الجزئين فأغلب قنوات الجزء الدائري خاصة بإفراز البول أما قنوات الجزء المركزي فكلها قنوات لجمع البول فقط.

## وظيفة الحالب
الحالب خاص بمرور البول من حوض الكلية إلى المثانة وجداره عضلي ينقبض بانتظام لدفع البول من الكلية إلى المثانة.

## وظيفة المثانة
المثانة مستودع يتجمع فيه البول وإذا امتلأت المثانة انقبض جدارها العضلي بواسطة منبه عصبي فيندفع البول إلى الخارج ويوجد حول فتحة المثانة الأمامية أي بداية قناة مجرى البول عضلة عاصرة تفتح لمرور البول.
يدخل الحالب المثانة بانحراف في جدارها فإذا امتلأت المثانة يضغط جدارها على نهاية الحالب وبذلك يمنع رجوع البول إلى الحالب.
وتفريغ المثانة يكون خاضعاً لإرادة الإنسان لحد معين إلا في الأطفال فالمثانة تفرغ نفسها كلما امتلأت لأن إرادة الطفل لم تتكون بعد.

## وظائف الكلى
تقوم الكلى بإفراز البول الذي يتكون من ماء ومواد ذائبة فيه وتتغير كمية الماء والمواد الذائبة من ساعة إلى أخرى وذلك حسب حاجة الجسم وظروفه وقت إخراج البول فإذا تعاطى شخص ما مقادير كبيرة من الماء زاد حجم البول وفي أقل من أربع ساعات خرج من الجسم كله الزائد عن الحاجة وبوجه عام تبقى الكلى على أنسب تركيز للمواد بالجسم وسوائله كما تقوم بإخراج المواد المسرفة التي تنتج عن عملية التمثيل الغذائي بجانب المواد السامة التي قد تصل إلى الدم وبذلك تنظم الكلى حجم وتركيب سوائل الجسم كما تنظم تفاعل الدم.

## تكوين البول
تتلخص طريقة تكوين البول داخل الكلية فيما يلي:
1. في أثناء مرور الدم في الشعيرات الدموية الموجودة في محفظة بومان مرشح منه سائل يشبه البلازما إلى حد كبير من حيث التركيب ما عدا المواد ذات الجزيئات الكبيرة مثل الدهون وبروتينات البلازما التي لا يمكنها أن تخترق جدار محفظة بومان ويسمى هذا السائل بالرشيح وهو يحتوي كل المواد التالفة كما يحوي بعض المواد النافعة مثل الجلوكوز والأحماض الأمينية.

ويحدث ارتشاح البلازما على هذا النحو نتيجة لارتفاع الضغط في مجرى الدم ارتفاعاً نسبياً على الضغط الموجود في محفظة بومان والأنبوبة البولية. فإذا ما كان ضغط الدم أدنى من مستواه العادي كما يحدث عند التعرض لبعض الصدمات مثلاً امتنع مرور السوائل من خلال الأغشية الدقيقة لمحفظة بومان.
هذا بالإضافة إلى أن كمية السائل الراشح تتأثر أيضاً تأثيراً غير مباشر بالغدة النخامية والغدة الدرقية والغدة فوق الكلية وبعض المواد المألوفة كالقهوة والكحول والبيرة وأي تغير يطرأ على معدل جريان الدم في الكلية تنعكس آثاره على مقدار السائل الذي يرشح من خلال غشاء محفظة بومان.
1. يمر هذا الرشيح من محفظة بومان إلى الأنبوبة البولية التي لها القدرة على اختيار المواد الناقصة من سائل الترشيح وامتصاصها ولهذا فهي تمتص الماء والجلوكوز والفيتامينات وبعض الأملاح المعدنية وتحملها شعيرات الدم التي تتصل بالوريد الكلوي وتعيدها مرة أخرى إلى تيار الدم وتسمى هذه العملية بالامتصاص النوعي.
2. تقوم بعض خلايا الأنابيب البولية التي لها القدرة على الإفراز بإفراز بعض المواد وإضافتها إلى البلازما المترشحة وبذلك يصير البول أكثر تركيزاً من البلازما ومن أهم المواد التي تفرزها الأصباغ والكرياتنين وحامض البوليك.

كما نضيف هذه الخلايا إلى السائل البولي بعض الإفرازات التي تستخلصها من الدم الذي يصلها عن طريق الوريد البابي وبهذا يتغير تركيب السائل البولي ويسمى حينئذ بالبول.
يتجه البول بعد ذلك إلى حوض الكلية ماراً بأنابيب الجمع وتكون هذه الأنابيب بروزات هرمية الشكل تمتد في نخاع الكلية.
والبروزات ذاتها تشبه حلمات صغيرة يجتلب منها البول بفعل انقباض بعض الحلقات العضلية التي تحيط بها. ويتصل حوض كل كلية بالمثانة البولية بواسطة أنبوبة جوفاء رقيقة الجدار تسمى بالحالب ويمتد الحالبان على جانب العمود الفقري وبالطبع لا يكون جريان البول فيهما بفعل الجاذبية الأرضية إذ أن هذه العملية تستمر حتى تكون مضطجعين وحقيقة الأمر إن البول يتحرك في الحالبين بفعل حركة دودية تتم عن طريق موجات من الانقباضات العضلية الدائرية الممتدة في جدار الحالبين وتؤدي في النهاية إلى دفع البول في المثانة البولية.

## المثانة البولية
تكون المثانة البولية عند خلوها من البول مفلطحة أو مقعرة من أعلى ومائلة إلى الأمام ولكنها تتكون عند امتلائها بالبول وتصعد إلى فوق ويتكون جدار المثانة من عضلات ملساء مرنة أما بطانتها فهي ملساء ولا تفرز مواد مخاطية وتتكاثف العضلات حول فتحتي الحالبين المائلين بحيث تحول دون ارتداد البول إلى أعلى.
ويدخل البول المثانة في دفعات وبامتلاء ذلك الكيس يتزايد الضغط الذي يحدثه جداره العضلي حتى إذا ما تراكم في المثانة من البول ما يملأ قدحاً تقريباً تولد في الإنسان إحساس يدفع إلى الرغبة في التبول فإذا ما استجاب الشخص إلى تلك الرغبة أرخى بإرادته العضلة العاصرة الخارجية لمجرى البول وهي عضلة إرادية تحيط بالجزء الأسفل منه ثم يترتب على هذا ارتخاء العضلة الداخلية وهي غير إرادية وتتكون من تكاتف عضلات المثانة حول فتحة مجرى البول وترتخي العضلة الداخلية بدورها بتأثير فعل انعكاس ناتج من ارتخاء العضلة الخارجية.
وسلامة الاتصالات العصبية سواء منها الإحساس أو الحركة أمر له أهمية قصوى إذ أن إصابة النخاع الشوكي أو الحوض قد يضر بالتحكم في عملية التبول حتى وإن كانت المسالك البولية نفسها سليمة كما أن الفزع وحده قد يكون سبباً كافياً في فقد السيطرة على التبول.

## حجم البول
يتراوح حجم البول الطبيعي للشخص البالغ ما بين 1.2 – 1.4 لتر في اليوم ويتوقف حجم البول على:-
1. عوامل غذائية:

- زيادة تناول المواد البروتينية تؤدي إلى زيادة حجم البول نظراً لتكون مادة البولينا والتي تتميز بأنها مدرة للبول.
- كمية السوائل التي يتناولها الشخص أو الغذاء الغني بالماء كالبطيخ مثلاً.
- زيادة كمية الأملاح بالطعام تؤدي إلى الزيادة في حجم البول.

1. عوامل فسيولوجية:

- يقل حجم البول صيفاً نتيجة لنشاط الغدد العرقية.
- يقل حجم البول بعد المجهود الجسماني الكبير لمقابلة الزيادة في إفراز العرق.
- حالات بعض الأمراض العصبية يزداد حجم البول.
- يقل حجم البول ليلاً (1) ويزداد نهاراً (1.2 لتر).

1. عوامل مرضية:

- في حالات البول السكري يزداد حجم البول.
- حالات زيادة ضغط الدم يصاحبه زيادة في الحجم.
- حالات بعض الأمراض العصبية يزداد حجم البول عن المعدل الطبيعي.
- استعمال بعض الأدوية المُدِرّة للبول.

## من أمراض الكلى
التهاب الكلى المزمن:
هذا النوع من التهاب الكلى هو داء عضال ويغلب حدوثه بعد سن الأربعين.
- أسبابه:

إن التهاب الكلى المزمن قد يكون مزمناً منذ البدء وقد يكون حاداً ثم يتحول إلى مزمن فيما بعد ولذا فإن أهم أسباب التهاب الكلى المزمن هي:-
1. التهاب الكلى الحاد الذي قد يتحول إلى التهاب مزمن إذا لم يعالج علاجاً كافياً وافياً.
2. الزهري في دوره الثاني.
3. السل.
4. الملاريا وخاصة إذا تركت مدة طويلة بدون معالجة.
5. التسمم بالكحول والرصاص.
6. تصلّب الشرايين.

- أعراضـــه:

تختلف أعراض التهاب الكلى المزمن باختلاف أنواعه فهناك ثلاثة أنواع ولكل واحد منها أعراضه الخاصة بهذه الأنواع هي:-
1. النوع الذي تصحبه تورمات أودمة Oedema.
النوع الذي يوافقه ارتفاع في ضغط الدم.
النوع الذي يصحبه زيادة في البولينا في الدم أوريميا.

أولاً:- التهاب الكلى المزمن الذي يصحبه تورمات:
أهم أعراض هذا النوع هي:-
- وجود تورمات دائمة وخاصة في الوجه والأجفان وكعب القدم وتمتاز هذه التورمات بأنها طرية وبأن الجلد الذي يغطيها يبقى شاحب اللون على عكس التورمات القلبية.
- وجود الزلال بكميات كبيرة في البول.
- شحوب لون المريض وانحطاط قواه البدنية وقلة الشهية واضطراب النوم.

ثانياً: التهاب الكلى المزمن الذي يرافقه ارتفاع ضغط الدم:
أهم أعراضه:
1. ضيق التنفس عند التعب وأثناء النوم.
2. نوبات الربو واحتقان الرئتين بالليل.
3. الصداع الشديد والدوار.
4. الرعاف المتكرر.
5. الاضطرابات البصرية الناشئة عن نزيف في شبكة العين.

ثالثاً: التهاب الكلى المزمن الذي يصحبه زيادة في بولينا الدم:
أهم أعراضه:-
1. الحكاك في جميع أنحاء الجسم.
2. الدوّار والصداع.
3. القيء والاستفراغ.
4. نقصان الشهية وشحوب اللون.
5. إحساس المريض بأن أحد أصابعه ميت.

### الغـــذاء
يختلف غذاء المريض المصاب بالتهاب الكلى المزمن باختلاف نوع التهاب ودرجة تطوره.
1. في الحالة التي يصحبها تورم:-

يجب أن يكون طعام المريض خالياً من ملح الطعام أي من كلوريد والصوديوم ويستعاض عنه بملح آخر هو كلوريد وبوتاسيوم وعلى هذا يجب أن نختار الأطعمة ما كان منها خالياً من كلوريد والصوديوم مثل اللبن فهو يحتوي على جرامين من الملح في لتر واحد واللحوم تحتوي على جرام واحد من الكيلوجرام والخبز وكذلك البيض والزبدة والخضار والفواكه والأسماك النهرية.
1. في الحالة التي يرافقها ارتفاع ضغط الدم:-

يجب على المريض أن يمتنع عن تناول المأكولات الآتية فمنها: التوابل والفلفل والمشروبات الكحولية والقهوة والشاي والبقول الجافة من عدس وحمص وفول والفواكه الزيتية.
كما يجب أن يُراعي القواعد الصحية الآتية:-
- الامتناع عن التدخين وتجنب المناقشات التي تسير الغضب.
- الابتعاد عن إجهاد الجسم والإرهاق.
- الإقلال من الملح.

ويجب على المريض بالتهاب الكلى المزمن مع ارتفاع ضغط الدم يجب أن يكون مؤلفاً في أغلب أكله من الفواكه والخضار والألبان. ويجب ملازمة فراشه لمدة أسبوعين على الأقل.
1. في حالة زيادة البولينا في الدم:

أهم الأطعمة التي يجب الامتناع عن تناولها هي:-
اللحوم – البيض – السمك – الجبن – اللبن – الفواكه الزيتية – البقول الجافة من عدس وحمص وفول لأن هذه الأطعمة تحتوي على مواد زلالية تتحول في الجسم إلى بولينا.
الأطعمة التي يتناولها المريض هي:
السوائل وخاصة عصير الفواكه وماء الخضار والعسل والمربى والخبز والبطاطا والأرز والجزر والكوسة والزبدة والزيت النيء والفواكه.